# Fremskrittspartiet
 Ikke at forveksle med Fremskridtspartiet.
Fremskrittspartiet, forkortet FrP, er et norsk liberalt-konservativt politisk parti. Ved Stortingsvalget 2009 blev det Norges næststørste parti med 22,9 % opbakning,
Fremskrittspartiets nuværende partileder er Sylvi Listhaug.

## Fremskrittspartiets historie
FrP blev etableret i 1973 af kennelejeren og avisudgiveren Anders Lange som en protest mod det offentliges indgreb i folks privatliv og Norges høje skatte- og afgiftsniveau. Oprindeligt hed partiet Anders Langes Parti til stærk nedsættelse af skatter, afgifter og offentlige indgreb.
Fremskrittspartiets leder og partiformand er Sylvi Listhaug som blev valgt på landsmødet i 2006. Hun efterfulgte Carl I. Hagen, der havde været Fremskrittspartiets ubestridte leder og partiformand i 28 år. Hagens karisma er sammen med partiets indvandrerkritiske linje og liberalistiske politik, de faktorer som tilskrives størstedelen af æren for, at partiet ved hans afgang var blevet en betydelig magtfaktor i Norge.
Få politiske partier har oplevet en så konstant massiv kritik fra både medier og det etablerede politiske miljø, men alligevel er det lykkedes Fremskrittspartiet at etablere sig som et af Norges største partier. Fremskrittspartiet ses sædvanligvis som det mest højreorienterede af Stortingetets partier.
Partiets landsmøde i 1994, som blev afholdt i Bolkesjø (senere kaldt "dolkesjø"), markerede et politisk kursskifte. Partiet blev splittet ved, at en del af de markedsliberale kræfter forlod partiet. Dette har medført, at Fremskrittspartiet de senere år har vist en større vilje til at staten kan have et højt udgiftsniveau i offentlig regi – en mere socialdemokratisk orienteret politik.
Partiet bliver ofte beskyldt for at føre en ren populistisk politik og at være for topstyret. Dette har vist sig at fungere godt i en moderne medieverden. I starten af 1990'erne fik partiet også meget negativ kritik for sin stramme indvandrerpolitik. Senere har partiet opnået at blive anset for mere "stuerent" ved at ekskludere en del politikere, deriblandt Jan Simonsen, som efter sin eksklusion var løsgænger i Stortinget.
Fremskrittspartiets logo er et rødt æble med et hvidt 'F' indeni.
I 2013 kom partiet i regering med Høyre, og partileder Siv Jensen var finansminister fra 2013 til 2020. Partiet trak sig fra regeringen i 2020 på grund af udlændingepolitikken.
I februar 2021 annoncerede Siv Jensen at hun trak sig som partileder, og at der skulle vælges en ny i maj.

## Diverse
Fremskrittspartiets valgkampsang er Fremtiden I Dag, skrevet af den norske artist Christian Ingebrigtsen, og blev fremført første gang på partiets landsmøde ved Clarion Hotel Oslo Airport den 22. maj 2009.

## Søsterpartier
I modsætning til de andre veletablerede partier i Norge, har Fremskrittspartiet ingen officielle søsterpartier. Men grundet partiets strenge indvandringspolitik har partiet oftest blevet anset i både danske og norske medier samt partierne på den politiske venstreside som Dansk Folkepartis søsterparti.
I 2008 etablerede partiledelsen et internationalt sekretariat, som fik til opgave at knytte kontakter til udenlandske partier, tænketanke og politiske miljøer med samme grundholdninger som Fremskrittspartiet. Formålet var at ændre partiets internationale image fra højreradikalt til liberalkonservativt.

### Venstre i Danmark
Fremskrittspartiet har flere gange erklæret, at partiet har store fællestræk med det danske Venstre,og at de anser Venstre som deres søsterparti i Danmark, men dette bliver afvist af Venstre.
Den 15. november 2007 udtalte Fremskrittspartiets internationale sekretær Kristian Norheim, at han reagerede stærkt på, at norske medier fremstiller Dansk Folkeparti som FrPs søsterparti, og sagde at "Dette har ingen rod i virkeligheden". Han udtalte derefter, at "Vi leger overhovedet ikke med DF, og jeg ser ingen specielle lighedstræk mellem os og dem. DF tilhører en gruppe partier vi i FrP ikke vil have nogen som helst kontakt med." Han forklarede desuden, at partier som Dansk Folkeparti, Sverigedemokraterne og det franske Front National præges af «grumsede» antiliberale og nationalistiske grundholdninger. Han påpegede desuden, at partiernes ideologiske grundlag er meget forskellige, selv om der findes lighedstræk, når det gælder virkemidler i indvandringspolitikken, men at de på de fleste andre politiske standpunkter havde meget forskellige holdninger, blandt andet at FrP favoriserer en mindre offentlig sektor og er globaliseringsvenligt. Han mente derimod, at det højrepopulistiske norske parti Demokratene var nærmere Dansk Folkeparti både politisk og ideologisk.
Fremskrittspartiets indvandringspolitiske talsmand Per Willy Amundsen har også udtalt, at der er fundamentale forskelle på Dansk Folkeparti og Fremskrittspartiet, og henviste til Kjærsgaard udtalelser i et radioprogram i folketingsvalget i 2007.
Den 29. og 30. marts 2009 deltog Venstres daværende politiske ordfører Inger Støjberg på Fremskrittspartiets politiske konference i Tønsberg, hvor hun fortalte om de politiske ligheder mellem Venstre og Fremskrittspartiet.
Deltagelsen vakte stor opsigt og undren i både det norske og det danske Venstre, og mens Støjberg blev kritiseret af anonyme partifæller for at have deltaget på konferencen, var partilederen i det norske Venstre Lars Sponheim overrasket over deltagelsen og krævede en forklaring fra partiets danske søsterparti. Partiledelsen karakteriserede desuden Fremskrittspartiet som et "fremmedfjendsk og populistisk" parti, og at "partiets hårde retorik mod indvandrere og muslimer er alt andet end frisindet og liberal, og partiets populistiske kurs er anti-ideologisk". Daværende partileder Lars Sponheim har desuden afvist at lægge mandater til en regering, hvor Fremskrittspartiet deltager.

### Andre partier
I interviewet med den norske venstreorienterede avis Klassekampen udtalte Fremskrittspartiets internationale sekretær Kristian Norheim også, at Fremskrittspartiet deler mange lighedstræk med det tjekkiske ODS (Občanská demokratická strana), Nicolas Sarkozys UMP (Union pour un Mouvement Populaire), det spanske Partido Popular samt dele af Silvio Berlusconis Forza Italia. Om ODS sagde han, at "Václav Klaus er en spændende højrepolitiker. Selv om jeg er EU-tilhenger, deler både jeg og Frps nej-fløj mange av Klaus’ indvendinger mod EU, nemlig at unionen har udviklet et for stort og uhåndterligt bureaukrati med for stor afstand til vanlige mennesker. Det er vanlig liberalkonservativ EU-kritik som også deles af det britiske Konservative Parti (Conservatives)."
Den 8. maj 2009 holdt Siv Jensen et foredrag under et arrangement udført af den udenrigspolitiske tænketank Henry Jackson Society med overskriften "Hvordan fremme stabilitet og frihed i det 21. århundrede – et norsk perspektiv" for omkring 100 britiske parlamentsmedlemmer fra De Konservative, samt erhvervsledere og andre nøglepersoner i britisk politik. I foredraget talte hun om, hvor vigtigt det er at holde fast ved markedsøkonomien,  forholdet til NATO, Rusland, samt truslen fra radikal islam og Iran og andre globale trusler. Jensen blev inviteret af tidligere udenrigs- og forsvarsminister Sir Malcolm Rifkind, og mødte desuden tidligere finansminister lord Lawson, "skyggeminister" familie og uddannelse Michael Gove og politisk redaktør for det konservative ugeblad The Spectator.

## Stortingsvalgshistorik
| Årstal                     | Procent af stemmerne |
| -------------------------- | -------------------- |
| Stortingsvalget 1973 (ALP) | 5,0%                 |
| Stortingsvalget 1977       | 1,9%                 |
| Stortingsvalget 1981       | 4,5%                 |
| Stortingsvalget 1985       | 3,7%                 |
| Stortingsvalget 1989       | 13,0%                |
| Stortingsvalget 1993       | 6,3%                 |
| Stortingsvalget 1997       | 15,3%                |
| Stortingsvalget 2001       | 14,6%                |
| Stortingsvalget 2005       | 22,1%                |
| Stortingsvalget 2009       | 22,9%                |
| Stortingsvalget 2013       | 16,3%                |

ALP: Anders Langes parti